# Azul (米川英之のアルバム)
『azul』（アスル）は、米川英之が1995年6月1日にリリースした3枚目のアルバムである。

## 解説
- バップ在籍最後のアルバム。
- 現在CDは廃盤となっているが、iTunes Storeのデジタル・ダウンロードでの購入が可能である。

## 収録曲
| 全作曲: 米川英之、全編曲: 米川英之・難波弘之。 |                                               |                  |            |
| #                                              | タイトル                                      | 作詞             | 作曲・編曲 |
| 1.                                             | 「La Siesta」(ホーンアレンジ：小林正弘)       | 加藤健           | 米川英之   |
| 2.                                             | 「Distance」                                  | 加藤健           | 米川英之   |
| 3.                                             | 「いつまでも君の夢に」                        | 加藤健           | 米川英之   |
| 4.                                             | 「雨の音が聞こえる」(ホーンアレンジ:小林正弘) | 芹沢類           | 米川英之   |
| 5.                                             | 「Ring A Bell」                               | 山田ひろし       | 米川英之   |
| 6.                                             | 「Dolphin Ocean Swim」                        | 加藤健・原海太郎 | 米川英之   |
| 7.                                             | 「君を連れてゆく」                            | 山田ひろし       | 米川英之   |
| 8.                                             | 「月に光る涙」                                | 加藤健           | 米川英之   |
| 9.                                             | 「Precious Moon」                             | 原真弓           | 米川英之   |
| 10.                                            | 「あの日の僕が見つめてる」                    | 加藤健           | 米川英之   |

## 楽曲解説
1. La Siesta
2. Distance
3. いつまでも君の夢に
4. 雨の音が聞こえる
5. Ring A Bell
6. Dolphin Ocean Swim
3rdシングル『Dolphin Ocean Swim』のアルバムバージョン。
7. 君を連れてゆく
8. 月に光る涙
3rdシングル『Dolphin Ocean Swim』のカップリング曲のアルバムバージョン。
9. Precious Moon
10. あの日の僕が見つめてる